# Baltazar Enrique Porras Cardozo
Baltazar Enrique Porras Cardozo, noto come Baltazar Porras (Caracas, 10 ottobre 1944), è un cardinale e arcivescovo cattolico venezuelano, dal 28 giugno 2024 arcivescovo emerito di Caracas.

## Biografia

### Formazione e ministero sacerdotale
A Caracas studia presso il seminario interdiocesano dove frequenta le scuole superiori. Successivamente consegue la laurea in teologia all'Università di Salamanca, in Spagna. Nel 1975 ottiene a Madrid il dottorato in teologia pastorale all'Istituto Superiore di Pastorale dell'Università di Salamanca. È ordinato sacerdote il 30 luglio 1967 da Miguel Antonio Salas Salas. Il 13 ottobre 2008 riceve dall'Università Cattolica Andrés Bello un dottorato honoris causa in storia.

### Ministero episcopale e cardinalato
Il 23 luglio 1983 è eletto vescovo ausiliare di Mérida. Il 17 settembre seguente riceve l'ordinazione episcopale dal cardinale José Alí Lebrún Moratinos, arcivescovo metropolita di Caracas, co-consacranti Miguel Antonio Salas Salas, arcivescovo metropolita di Mérida, e Domingo Roa Pérez, arcivescovo metropolita di Maracaibo.
Il 30 ottobre 1991 diventa arcivescovo metropolita di Mérida.
È presidente della Conferenza episcopale venezuelana (CEV) dal 1999 al 2006. Dal 2007 è primo vicepresidente del Consiglio Episcopale Latinoamericano (CELAM). Oppositore del presidente venezuelano Hugo Chávez, è stato oggetto di aggressioni verbali da parte di Chávez e dei suoi seguaci.
Il 9 ottobre 2016 papa Francesco ne annuncia la creazione a cardinale nel concistoro del 19 novembre, ricevendo il titolo presbiterale dei Santi Evangelista e Petronio. Il 14 gennaio 2017 lo stesso pontefice lo nomina membro della Pontificia commissione per l'America Latina.
Dal 9 luglio 2018, dopo la rinuncia per raggiunti limiti d'età del cardinale Jorge Liberato Urosa Savino, ha ricoperto anche l'ufficio di amministratore apostolico di Caracas, iniziando il suo servizio pastorale il 24 luglio seguente.
Il 7 settembre 2019 papa Francesco, in vista dell'assemblea speciale del Sinodo dei vescovi per l'Amazzonia che si è tenuto poi in Città del Vaticano dal 6 al 27 ottobre, lo nomina presidente delegato insieme all'arcivescovo di Huancayo, il cardinale Pedro Ricardo Barreto Jimeno, e al prefetto della Congregazione per gli istituti di vita consacrata e le società di vita apostolica, il cardinale João Braz de Aviz.
Il 17 gennaio 2023 è nominato arcivescovo metropolita di Caracas; prende possesso dell'arcidiocesi il 28 gennaio seguente. Il 31 gennaio 2023 papa Francesco accetta la sua rinuncia al governo pastorale dell'arcidiocesi di Mérida, dove gli succede l'arcivescovo coadiutore Helizandro Terán Bermúdez, O.S.A.
Il 28 giugno 2024 papa Francesco accoglie la sua rinuncia al governo pastorale dell'arcidiocesi di Caracas per raggiunti limiti di età; gli succede Raúl Biord Castillo, fino ad allora vescovo di La Guaira. Rimane amministratore apostolico dell'arcidiocesi fino all'ingresso del successore, avvenuto il 24 agosto seguente.
Il 21 settembre 2024, il papa lo ha nominato suo inviato speciale al VI Congresso Americano Missionario (CAM6), a Ponce.
Il 10 ottobre 2024 compie ottant'anni e, in base a quanto disposto dal motu proprio Ingravescentem Aetatem di papa Paolo VI del 1970, esce dal novero dei cardinali elettori e decade da tutti gli incarichi ricoperti nella Curia romana.

## Genealogia episcopale e successione apostolica
La genealogia episcopale è:
- Cardinale Scipione Rebiba
- Cardinale Giulio Antonio Santori
- Cardinale Girolamo Bernerio, O.P.
- Arcivescovo Galeazzo Sanvitale
- Cardinale Ludovico Ludovisi
- Cardinale Luigi Caetani
- Cardinale Ulderico Carpegna
- Cardinale Paluzzo Paluzzi Altieri degli Albertoni
- Papa Benedetto XIII
- Papa Benedetto XIV
- Papa Clemente XIII
- Cardinale Marcantonio Colonna
- Cardinale Giacinto Sigismondo Gerdil, B.
- Cardinale Giulio Maria della Somaglia
- Cardinale Carlo Odescalchi, S.I.
- Cardinale Costantino Patrizi Naro
- Cardinale Lucido Maria Parocchi
- Papa Pio X
- Papa Benedetto XV
- Papa Pio XII
- Cardinale Eugène Tisserant
- Arcivescovo Raffaele Forni
- Cardinale José Alí Lebrún Moratinos
- Cardinale Baltazar Enrique Porras Cardozo

La successione apostolica è:
- Vescovo Juan María Leonardi Villasmil (1994)
- Vescovo Jesús Alfonso Guerrero Contreras, O.F.M.Cap. (1996)
- Vescovo Ramiro Díaz Sánchez, O.M.I. (1997)
- Vescovo Luis Alfonso Márquez Molina, C.I.M. (2002)
- Vescovo Ramón José Viloria Pinzón, S.O.D. (2004)
- Vescovo Alfredo Enrique Torres Rondón (2013)
- Arcivescovo Raúl Biord Castillo, S.D.B. (2014)
- Vescovo Juan de Dios Peña Rojas (2015)
- Arcivescovo Helizandro Terán Bermúdez, O.S.A. (2017)
- Vescovo Luis Enrique Rojas Ruiz (2017)
- Vescovo Ricardo Aldo Barreto Cairo (2019)
- Vescovo Carlos Eduardo Márquez Delima (2022)
- Vescovo Lisandro Alirio Rivas Durán, I.M.C. (2022)
- Vescovo Gerardo Ernesto Salas Arjona (2022)